# نوک‌مومی عربی
نوک‌مومی عربی (نام علمی: Estrilda rufibarba) نام یک گونه از سرده نوک‌مومی است.